# Live In München (album)
Live In München live album je hrvatskog skladatelja, tekstopisca i glazbenika Dina Dvornika, koji izlazi 1995. g.
Objavljuje ga diskografska kuća Croatia Records, sadrži jedanaest skladbi, a njihovi producenti su Dino Dvornik i Dragan Lukić Luky.
Album je snimljen na koncertu u Münchenu, a sastav koji ga je pratio bili su članovi funk sastava Songkillers. Live In München proglašen je jednim od najboljih live albuma objavljenih u hrvatskoj diskografiji.
Dino Dvornik 1996. za album "Live In München" bio je nominiran za prestižnu hrvatsku diskografsku nagradu, Porin, u kategoriji najbolji koncertni album.
Reizdanje albuma na CD-u izdavačka kuća Croatia Records, objavljuje 2007. i 2009. godine.

## Popis pjesama
1. "Zašto praviš slona od mene" - 4:20 p&c 1988.
  - Dino Dvornik – Goran Kralj – Dino Dvornik
2. "Misliš da sam blesav" - 3:54 p&c 1990.
  - Dino Dvornik – Zlatan Stipišić Gibonni – Dino Dvornik/Dragan Lukić Luky
3. "Ti si mi u mislima" - 4:40 p&c 1989.
  - Dino Dvornik – Dino Dvornik – Dino Dvornik
4. "Ja bih preživio" - 5:20 p&c 1990.
  - Dino Dvornik – Zlatan Stipišić Gibonni – Zoran Šabijan/Dino Dvornik
5. "Stvorena za to" - 4:21 p&c 1990.
  - Dino Dvornik – Zlatan Stipišić Gibonni – Zoran Šabijan
6. "Ella ee" - 6:06 p&c 1990.
  - Neno Belan – Diana Alebić – Dino Dvornik
7. "Gibajmo se" - 3:37 p&c 1993.
  - Davor Gobac/Davor Slamnig – Davor Gobac/Davor Slamnig/Zlatan Stipišić Gibonni – Dino Dvornik
8. "Jače manijače" - 13:26 p&c 1990.
  - Dino Dvornik – Rambo Amadeus – Dino Dvornik/Zoran Šabijan
9. "Nisam mog'o s njom" - 5:27 p&c 1990.
  - Dino Dvornik – Zlatan Stipišić Gibonni – Dino Dvornik/Dragan Lukić Luky
10. "Imam rep" - 5:00 p&c 1992.
  - Dino Dvornik – Zlatan Stipišić Gibonni – Dino Dvornik
11. "Moja ljubav" - 4:27 p&c 1995.
  - Dino Dvornik – Dino Dvornik – Dino Dvornik/Dragan Lukić Luky

## Izvođači i produkcija
- Vokalni solist - Dino Dvornik
- Pomogli pri sviranju - Songkillers
- Producent - Dino Dvornik / Dragan Lukić Luky
- Live aranžmani - Dino Dvornik / Songkillers
- Snimljeno u studiju - Diamant Club, München / Studio Vilović, Split
- Ovitak - Bachrach & Krištofić

## Vanjske poveznice
- discogs.com - Dino Dvornik - Live In München